# Martinelli (Band)
Martinelli ist ein Musikprojekt des italienischen Produzenten Aldo Martinelli, der unter anderem die Italo-Disco-Bands Scotch und Raggio di Luna produzierte, und der US-amerikanischen Sängerin Simona Zanini.

## Biografie
Aldo Martinelli wurde in Mailand geboren. Er besuchte das Konservatorium für Musik in Alessandria und machte einen Abschluss im Fach Klavier. Später spielte er Keyboard in Big Bands und arbeitete als Musiklehrer in die Schule Istituto Comprensivo Cinque Giornate. Anfang der 1980er Jahre war er auch als Songwriter tätig und schrieb z. B. Take a Chance, den Titelsong der italienischen Fernsehsendung Premiatissima.
Simona Zanini wurde in den USA geboren und kam in den 1970er Jahren als Kind nach Italien. Nach einem Casting bei den La Bionda Brothers bekam sie einen Plattenvertrag bei CBS Records und arbeitete mit einigen bekannten italienischen Musikern.
Als Martinelli eine Sängerin für sein Projekt Doctor’s Cat suchte, traf er Zanini und nahm mit ihr 1983 den Titel Feel the Drive auf. Weil ihre Muttersprache Englisch ist, war eine Zusammenarbeit für das Ausland interessant. So entstanden in den nächsten Jahren diverse Disco-Titel mit Zanini als Sängerin.
Mit Cenerentola (italienisch für Aschenputtel) hatte das Projekt Martinelli 1985 einen internationalen Hit. Die Folgesingle Revolution kam in die Hitparade der Schweiz. In Italien hielt der Erfolg noch etwas länger an, ließ aber mit dem Abebben der Italo-Disco-Welle nach.

## Diskografie

### Singles
- 1983: Voice (In the Night) (7")
- 1985: Cenerentola (Cinderella)
- 1986: O. Express
- 1986: Revolution
- 1987: O. Express
- 1987: Summer Lovers
- 1987: Victoria

### EPs
- 2011. American Band